# Lokalbahn Ebelsberg–St. Florian
| Remise der Florianerbahn |                     |                                                |                                                |
| Streckenlänge: | 9,6 km              |                                                |                                                |
| Spurweite: | 900 mm (Schmalspur) |                                                |                                                |
| Stromsystem: | 600 V =             |                                                |                                                |
| Maximale Neigung: | 47 ‰                |                                                |                                                |
| Minimaler Radius: | 44 m                |                                                |                                                |
| |                     |                                                |                                                |
| \| \| \| Übergang zur Linzer Straßenbahn \| \| \| \| 0,0 \| Ebelsberg \| Ebelsberg \| \| \| 0,6 \| Friedhof \| Friedhof \| \| \| \| Traundorferstraße \| \| \| \| 2,2 \| Ufer \| Ufer \| \| \| 3,5 \| Pichling Lokalbahn \| Pichling Lokalbahn \| \| \| 4,4 \| Autobahnlager \| Autobahnlager \| \| \| 5,0 \| Pichling See (ab 1949) \| Pichling See (ab 1949) \| \| \| 5,6 \| Bruck \| Bruck \| \| \| 7,1 \| Langer-Asten (ab 1946) \| Langer-Asten (ab 1946) \| \| \| 7,7 \| Taunleiten \| Taunleiten \| \| \| 8,4 \| Glockengießerei \| Glockengießerei \| \| \| 9,1 \| St. Florian-Hauptschule (Bedarfshalt; ab 1953) \| St. Florian-Hauptschule (Bedarfshalt; ab 1953) \| \| \| 9,6 \| Markt St. Florian \| Markt St. Florian \| |                     |                                                |                                                |
| |                     | Übergang zur Linzer Straßenbahn                |                                                |
| U-Bahn-Haltepunkt / Haltestelle Streckenanfang (Strecke außer Betrieb) | 0,0                 | Ebelsberg                                      | Ebelsberg                                      |
| U-Bahn-Haltepunkt / Haltestelle (Strecke außer Betrieb) | 0,6                 | Friedhof                                       | Friedhof                                       |
| U-Bahn-Haltepunkt / Haltestelle (Strecke außer Betrieb) |                     | Traundorferstraße                              | Traundorferstraße                              |
| U-Bahn-Haltepunkt / Haltestelle (Strecke außer Betrieb) | 2,2                 | Ufer                                           | Ufer                                           |
| U-Bahn-Haltepunkt / Haltestelle (Strecke außer Betrieb) | 3,5                 | Pichling Lokalbahn                             | Pichling Lokalbahn                             |
| U-Bahn-Haltepunkt / Haltestelle (Strecke außer Betrieb) | 4,4                 | Autobahnlager                                  | Autobahnlager                                  |
| U-Bahn-Haltepunkt / Haltestelle (Strecke außer Betrieb) | 5,0                 | Pichling See (ab 1949)                         | Pichling See (ab 1949)                         |
| U-Bahn-Haltepunkt / Haltestelle (Strecke außer Betrieb) | 5,6                 | Bruck                                          | Bruck                                          |
| U-Bahn-Haltepunkt / Haltestelle (Strecke außer Betrieb) | 7,1                 | Langer-Asten (ab 1946)                         | Langer-Asten (ab 1946)                         |
| U-Bahn-Haltepunkt / Haltestelle (Strecke außer Betrieb) | 7,7                 | Taunleiten                                     | Taunleiten                                     |
| U-Bahn-Haltepunkt / Haltestelle (Strecke außer Betrieb) | 8,4                 | Glockengießerei                                | Glockengießerei                                |
| U-Bahn-Haltepunkt / Haltestelle (Strecke außer Betrieb) | 9,1                 | St. Florian-Hauptschule (Bedarfshalt; ab 1953) | St. Florian-Hauptschule (Bedarfshalt; ab 1953) |
| U-Bahn-Haltepunkt / Haltestelle Streckenende (Strecke außer Betrieb) | 9,6                 | Markt St. Florian                              | Markt St. Florian                              |

Die Straßenbahn Ebelsberg–St. Florian, auch Florianerbahn genannt, ist eine eingestellte Straßenbahnstrecke in Oberösterreich. Eigentümerin war die Lokalbahn Ebelsberg–St. Florian AG, die Betriebsführung oblag der Firma Stern & Hafferl aus Gmunden. Sie war ursprünglich eine als Eisenbahn konzessionierte schmalspurige Lokalbahn zwischen der früher selbstständigen Gemeinde Ebelsberg (heute ein Stadtteil von Linz) und St. Florian. Mit der Einführung des deutschen Eisenbahnrechts nach dem „Anschluss“ 1938 wurde Bahn in eine Straßenbahn umgewidmet.
Die Spurweite beträgt wie jene der Linzer Straßenbahn 900 mm, die Strecke ist mit 600 Volt Gleichstrom elektrifiziert. Der reguläre Betrieb dauerte vom 2. September 1913 bis zum Jahresende 1973. Ab 1929 war sie in Ebelsberg direkt mit dem Linzer Straßenbahnnetz verbunden, sodass Beiwagen von Linz bis St. Florian durchlaufen konnten.

## Geschichte

### Anfänge
Anfang des 20. Jahrhunderts entstand der Plan, die Städte Linz und Steyr durch eine zweite Bahnlinie miteinander zu verbinden und das Florianer Landl zu erschließen. Diese sollte von Ebelsberg ausgehen und über St. Florian, Niederneukirchen, Losensteinleiten (heute Teil der Gemeinde Wolfern) und Wolfern führen, um die Abfuhr von landwirtschaftlichen Erzeugnissen in die beiden Städte zu erleichtern. Diese Region stellte nämlich eine der landwirtschaftlich ertragreichsten Teile Oberösterreichs dar. Die Kaufleute von Steyr waren allerdings gegen dieses Projekt, da sie eine Abwanderung des Geschäftsverkehrs nach Linz befürchteten, der ihrer Ansicht nach durch die Bahn massiv gefördert worden wäre.
Im Jahre 1908 wurde ein Aktionskomitee gegründet, um das Projekt voranzutreiben. Der Bürgermeister von Ebelsberg, Mitglied des Komitees, suchte im selben Jahr beim Eisenbahnministerium um die Genehmigung zur Durchführung von technischen Vorarbeiten an. Am 31. Dezember 1908 wurde eine entsprechende Vorkonzession erteilt. Die Firma Stern & Hafferl erklärte sich dazu bereit, das Projekt auf eigene Kosten zu verwirklichen, die sie für die 34,7 Kilometer lange Strecke mit 2.600.000 Kronen angab. Zwischen 8. und 10. März 1910 erfolgte die Trassen- und Stationsfestsetzung, gegen welche die Stadt Steyr und private Investoren massive Einsprüche erhoben. Deshalb erfolgte die Erstellung eines neuen Vorprojekts für den Streckenabschnitt Wolfern–Steyr. Am 26. Oktober 1910 wurde die Stadt Linz von Eisenbahnministerium mit der Trassen- und Stationskommissionierung beauftragt. Außerdem wurde der Neubau der Linzer Traunbrücke in Aussicht gestellt. Der Neubau wäre Voraussetzung für einen Zusammenschluss der Lokalbahn und der Linzer Straßenbahn gewesen. Da dieser allerdings nicht abzusehen war und die Festlegung der Trassenführung innerhalb des Stadtgebiets von Steyr lange Verhandlungen befürchten ließ, entschloss sich die AG der Lokalbahn Ebelsberg – St. Florian vorerst nur den Streckenabschnitt Ebelsberg–St. Florian zu errichten. Am 19. August 1912 wurde die Konzession zum Baue und Betriebe einer schmalspurigen Lokalbahn vom Marktplatze in Ebelsberg nach St. Florian erteilt. Der Propst von Sankt Florian, Josef Sailer, unterstützte das Bauvorhaben. Die Anlagekosten wurden durch die Ausgabe von Aktien im Gesamtwert von 1.079.000 Kronen gedeckt. Davon waren 730.000 Kronen für den Bau der erwähnten Teilstrecke bestimmt, der Rest sollte als Rücklage für den späteren Ausbau dienen.

### Bahnbau und Eröffnung
Der Bahnbau wurde von der Firma Stern & Hafferl, die sich dazu bereit erklärte, den Betrieb der Bahn zu übernehmen und eventuell eine Verlängerung nach Steyr vorzunehmen, für eine fixe Pauschalsumme durchgeführt. Kurze Zeit nach der Konzessionserteilung wurde mit den Bauarbeiten begonnen. Bereits ein Jahr später, im August 1913, konnte die polizei-technische Überprüfung der Bahn vorgenommen werden. Vom Ausgangspunkt der Bahn bis Kilometer 0,59 wurden die Schienen im Straßenplanum verlegt, weshalb in diesem Bereich Rillenschienen zur Anwendung kamen. Auf der übrigen Strecke wurden Vignolschienen verlegt. Für die Stromversorgung der Bahn wurde im Bahnhofsgebäude von St. Florian ein Unterwerk eingerichtet. Hier erfolgte die Umwandlung des angelieferten Drehstroms mit einer Spannung von 10.000 Volt in 500 Volt Gleichstrom. Für den Betrieb der Bahn wurden drei Motorwagen, drei Personenwaggons, zwei Gepäckwagen und ein Montagerüstwagen für die Unterhaltung der Oberleitung beschafft.
Am 1. September 1913 wurde die Lokalbahn feierlich eröffnet. Der festlich geschmückte Eröffnungszug, bestehend aus Triebwagen 2 und zwei angehängten Waggons fuhr um 6:22 in St. Florian ab und erreichte um 6:50 Ebelsberg. Der Andrang bei der Eröffnungsfahrt hielt sich allerdings in Grenzen, da nur 42 von den 96 verfügbaren Plätzen besetzt waren. In den verbleibenden Monaten des Jahres 1913 wurden 26.216 Personen befördert. Obwohl die Weiterführung der Bahn immer noch geplant war und sogar ein neues Projekt ausgearbeitet wurde, unterblieb der Ausbau wegen der mangelnden Anteilnahme der Steyrer Interessenten. Der Ausbruch des Ersten Weltkriegs im Jahre 1914 machte die Planungen schließlich zunichte.

### Kriegsjahre und Krise
Im Jahre 1915 wurden die Zugpaare wochentags auf fünf und an Sonntagen auf sechs reduziert um den Betrieb wirtschaftlicher zu gestalten. Bei großem Andrang wurden bei Bedarf Sonderzüge geführt. Im selben Jahr erfolgte die Errichtung einer hölzernen Halle neben der Remise zur Unterstellung der Personen- und Gepäckwaggons. Ihre Einnahmen erzielte die Bahn durch den Personenverkehr: 1915 wurden 80.305 Fahrgäste und 2.104 Kilogramm Gepäck transportiert, der Güterverkehr fehlte fast gänzlich. Um auf der Bahn einen Gütertransport durchführen zu können, wurde 1916 die Anlage einer 2,3 Kilometer langen Schleppbahn zum Bahnhof Asten-St. Florian geplant, um einen Anschluss zur Kaiserin-Elisabeth-Bahn herzustellen. Obwohl ein Detailprojekt für die Ausführung dieser Verlängerung vorlag, ließ die Genehmigung des Eisenbahnministeriums auf sich warten. Die wirtschaftliche Situation in der Zwischenkriegszeit machte das Projekt endgültig zunichte. Die Fahrgastzahlen waren während des Krieges sprunghaft angestiegen und erreichten im Jahre 1920 mit 538.795 beförderten Personen ihren absoluten Höchstwert. Außerdem stieg das Gütertransportvolumen durch den zunehmenden Mangel an Lebensmitteln und Fuhrwerken – 1917 wurden 839 Tonnen Fracht befördert, 1914 waren es nur 20,9 Tonnen.
Ab 1921 begannen die Beförderungszahlen stark zu sinken, was auch auf die infolge der Inflation notwendig gewordenen Tariferhöhungen zurückzuführen war. Am 4. Juli 1929 wurden das Dach der Wagenhalle durch ein starkes Unwetter abgedeckt und die darin abgestellten Fahrzeuge beschädigt. Im selben Monat kam es überraschenderweise zum Neubau der Traunbrücke und in weiterer Folge zur Verlängerung der Straßenbahnlinie E. Ab 29. Juli 1929 besaß die Lokalbahn einen direkten Anschluss zur Linzer Straßenbahn. Das führen von Lokalbahnfahrzeugen auf dem Streckennetz der Straßenbahn war wegen ihrer größeren Breite allerdings nicht möglich. Die Möglichkeit zur Führung von Straßenbahnzügen nach St. Florian wurde von der Lokalbahngesellschaft wegen der hohen Mieten grundsätzlich nicht durchgeführt. Anlässlich der Bruckner-Festkonzerte im Stift St. Florian wurden Anfang der 1930er Jahre durchgehende Beiwagen bis St. Florian geführt, die mit einer eigens eingeführten, kombinierten Fahrkarte zu einem ermäßigten Preis benützt werden konnten.
Die Wirtschaftskrise in den 1930er Jahren und die Tausend-Mark-Sperre machten der Lokalbahn in den Folgejahren schwer zu schaffen. Im Jahre 1930 wurden nur noch 165.609 Fahrgäste befördert, sieben Jahre später war die Frequenz weiter auf 100.830 beförderte Personen gesunken. Nach dem „Anschluss“ Österreichs an das Deutsche Reich wurde die Lokalbahn im Hinblick auf ihren Charakter einer Überlandstraßenbahn – zusammen mit den Stern & Hafferl-Schwesterbetrieben Elektrische Lokalbahn Unterach–See und Elektrische Lokalbahn Gmunden – in eine Straßenbahn umgewidmet. In diesem Zusammenhang wurden die Fahrzeuge mit Fahrtrichtungsanzeigern nachgerüstet und – analog zu G für Gmunden, P/H für St. Pölten–Harland und Y für Ybbs, der Linienbuchstabe F für St. Florian eingeführt. Dieser war gleichzeitig kompatibel zum Bezeichnungssystem der Linzer Straßenbahn, wo damals die Linien B (Bahnhofslinie), E (Ebelsberg), M (Mozartstraße) und V (Versorgungshaus) verkehrten.
Auch die wirtschaftliche Situation verbesserte sich und die Beförderungszahlen stiegen: 1939 wurden 225.868 Personen und 302,5 Tonnen Gepäck befördert. Wegen des geplanten Baus der Reichsautobahn von Wien nach Salzburg, der eine teure Versetzung der Bahn notwendig gemacht hätte, hätte die Bahn auf Autobusbetrieb umgestellt werden sollen. Der Reichsstatthalter für den Gau Oberdonau untersagte eine derartige Umstellung aber „im Hinblick auf die Wichtigkeit dieser Verkehrslinie und ihrem allfälligen Ausbau“.
Der Ausbruch des Zweiten Weltkriegs brachte eine gewaltige Frequenzzunahme mit sich – im Jahre 1943 wurden 546.461 Fahrgäste befördert. Die Bahn blieb allerdings nicht von den Kampfhandlungen verschont und erlitt bei zwei Bombenangriffen (welche jedoch Notabwürfe waren) zehn Treffer, die etwa 400 Meter Gleis und die Fahrleitung beschädigten. Trotz der vorherrschenden Materialknappheit konnten diese Schäden binnen kurzer Zeit behoben werden.

### Entwicklung ab 1945 und Einstellung des regulären Betriebs
Die in der Nachkriegszeit einsetzende Motorisierung führte zu einer Abnahme der Fahrgastzahlen. In den folgenden Jahren erfolgte die Errichtung neuer Haltestellen, um die Gebiete in der Nähe der Bahn, die eine zunehmende Besiedlung aufwiesen, zu erschließen. 1946 wurde die Haltestelle Lager-Asten eingerichtet, im Dezember 1949 folgte Pichling-See und im November 1953 die Bedarfshaltestelle St. Florian-Hauptschule. Wegen der zunehmenden Beliebtheit der Baggerseen bei Pichling wurden Bäderzüge eingeführt, die zwischen Ebelsberg und Bruck pendelten. Die Haltestelle Ufer wurde für diese Zwecke mit einem kurzen Ausweichgleis ausgestattet. Trotz dieser Maßnahmen blieb die finanzielle Lage der Bahn angespannt, da fast ein Drittel der Fahrgäste zu niedrigsten Sozialtarifen befördert werden mussten. Weitere Einnahmeausfälle brachte die Auflassung der Postbeförderung im Jahre 1954. Mit dem einsetzenden Bau der Westautobahn ging eine Versetzung der Strecke im Jahre 1956 einher, um die nötige Durchfahrtshöhe zu erreichen. Im selben Jahr erfolgten die Installation einer neuen Quecksilberdampfgleichrichteranlage und die Einführung eines Taktfahrplans. Zur vollen Stunde fuhren die Züge in Ebelsberg ab und zur halben Stunde in St. Florian. Das Zugangebot wurde werktags, sowie sonn- und feiertags auf Zugpaare aufgestockt.

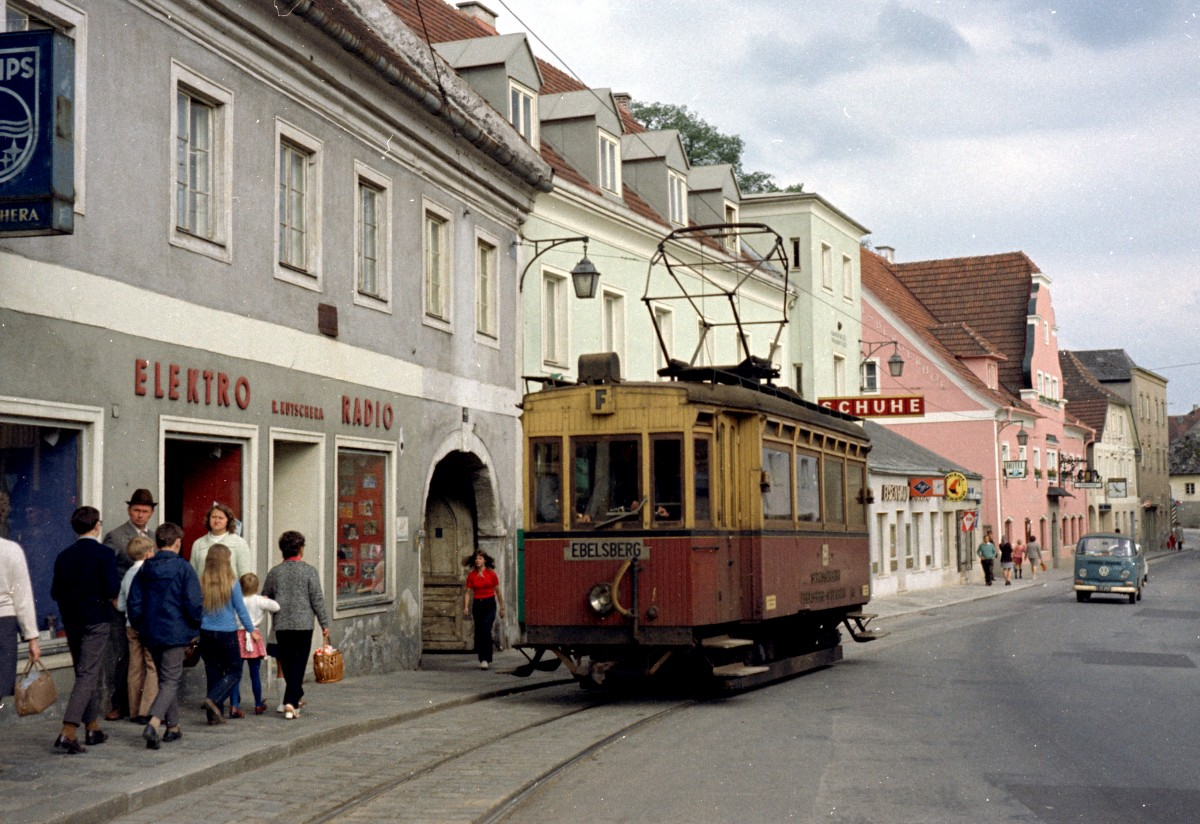
Ebelsberg, 1971

Ende der 1960er Jahre wurden zwei gebrauchte Triebwagen aus Pforzheim (Baujahr 1931) günstig beschafft, um den Fuhrpark der Bahn zu verjüngen. In der Stern & Hafferl Hauptwerkstätte stellte sich allerdings heraus, dass die Adaptierungsarbeiten für einen Einsatz auf der Florianerbahn viel zu aufwendig wären, weshalb die „Modernisierung“ unterblieb. Das weitere Sinken der Fahrgastzahlen konnte in den Folgejahren nicht verhindert werden. Im Jahre 1972 zeichnete sich die drohende Einstellung ab. Zu dieser Zeit stand die Erneuerung der Traunbrücke an, die um 9 Millionen Schilling mehr gekostet hätte, wenn auch die Linzer Straßenbahn über diese nach Ebelsberg geführt hätte. Die ESG wollte diesen Betrag allerdings nicht aufbringen und beschloss kurzerhand die Verkürzung der Linie E. Für die Florianerbahn bedeutete diese Verkürzung weitere Frequenzrückgänge, da die Bahn den Anschluss an das Netz der Linzer Straßenbahn verlor. Auf Grund dieser Begebenheit und dem schlechten Zustand der sanierungsbedürftigen Strecke wurde der Beschluss gefasst, die Bahn einzustellen. Das Defizit betrug zu dieser Zeit 984.235,26 Schilling. Trotz Protesten wurde die Linie E im Oktober 1973 verkürzt. Am 1. Jänner 1974 verkehrte die Florianerbahn zum letzten Mal. Der Andrang bei der Abschiedsfahrt war größer als in manchen regulären Betriebstagen, weshalb teilweise Vierwagenzüge eingesetzt werden mussten. Bis zu ihrer Einstellung hatte die Bahn etwa 12 Millionen Fahrgäste befördert. Der Personalstand belief sich zuletzt auf vier Mitarbeiter, die entweder pensioniert oder von der Gemeinde St. Florian übernommen wurden. Die Bahnlinie wurde durch eine Postautobuslinie ersetzt.

### Reaktivierung als Museumsbahn
Kurz nach der Einstellung übernahm die am 12. Jänner 1974 gegründete Österreichische Gesellschaft für Eisenbahngeschichte (ÖGEG) die Bahn, um sie als Museumsbahn zu betreiben. Nach Verhandlungen mit den zuständigen Stellen wurden im April 1975 erste Arbeiten zur Wiederherstellung der bereits teilweise demontierten Bahn aufgenommen. Insbesondere wurde wegen Kanalbauarbeiten in St. Florian ein Teil der Strecke nahe der Glockengießerei abgetragen, außerdem wurden die Gleise im Bereich der Eisenbahnkreuzungen unter einer Asphaltschicht begraben. Die Hälfte des früheren Bahnhofs in St. Florian nahm die Gemeinde als Wirtschaftshof in Anspruch. Die Wiederaufbaumaßnahmen begannen im Bereich der Remise in St. Florian. Dort erfolgte eine Neuanlage der Gleise und Oberleitungsanlagen, die im Sommer 1977 fertiggestellt war. Somit standen nun mehr Abstellgleise als ursprünglich vorhanden zur Verfügung. Ein Teil der Strecke in St. Florian konnte mit einer dieselbetriebenen Draisine befahren werden. Nach Wiederherstellung der Bahnstromversorgung konnte 1978 der Museumsbahnbetrieb auf der ca. 1,5 km langen Strecke vom Bahnhof in St. Florian bis zum Ortsteil Taunleiten aufgenommen werden. 1982 wurde die Strecke bis Pichling-See, 1985 bis Pichling Lokalbahn an der Kreuzung Wiener Straße/Pichlinger Straße verlängert, womit die Museumsbahn einen 6 km langen Abschnitt der früheren Strecke befuhr. Die weiteren Abschnitte wurden nicht für den Museumsbahnbetrieb adaptiert. Ein Teil davon musste auch einer Erweiterung der Wiener Straße weichen, auch der im Straßenplanum verlaufende Abschnitt im Zentrum von Ebelsberg stand nicht mehr zur Verfügung.
Da sich die ÖGEG hauptsächlich auf die Erhaltung von Dampflokomotiven und den Betrieb der Steyrtalbahn konzentrierte, gründeten 1994 einige Mitglieder des Arbeitskreises St. Florian der ÖGEG mit dem Club Florianerbahn einen eigenen Verein, der auch den Betrieb der Museumsbahn übernahm.

### Einstellung des Museumsbahnbetriebs

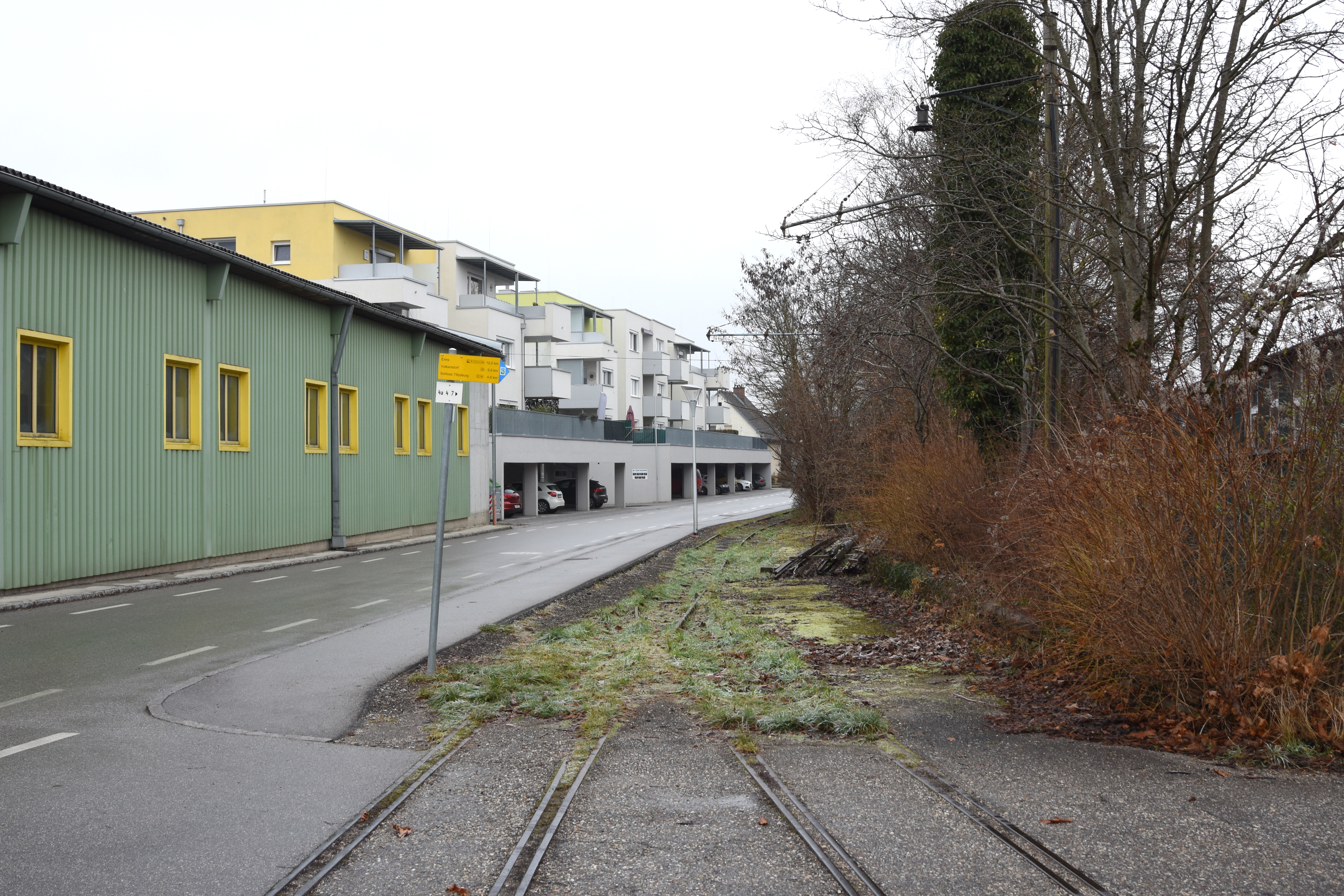
Florianerbahn in Im Föblfeld, St. Florian (2021).

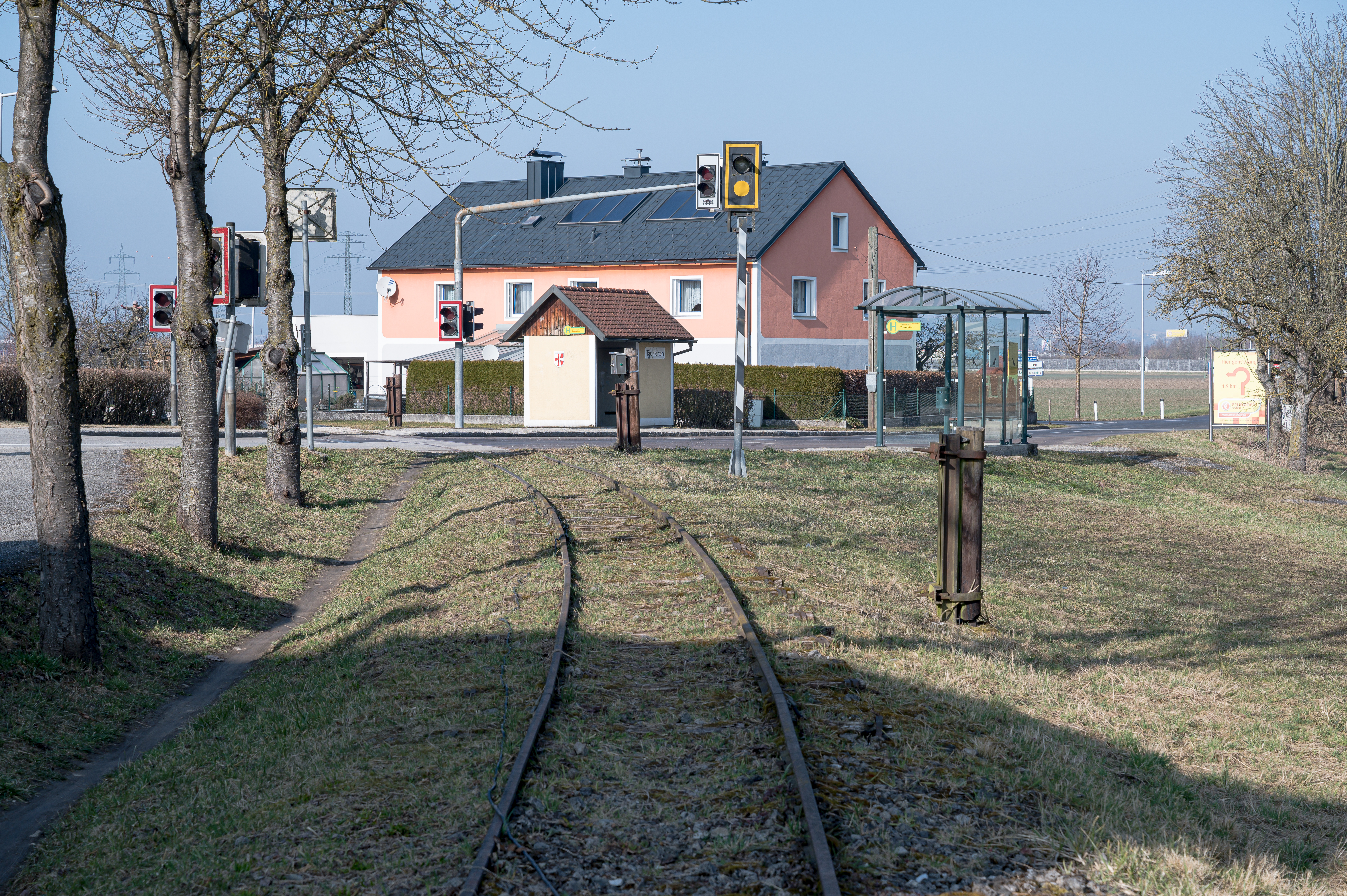
Stillgelegter Bahnübergang Taunleiten (2021).

Im Jahr 2003 musste der Museumsbetrieb aufgrund nicht mehr ausreichender Standards bei Gleisanlagen und Fahrleitung eingestellt werden. Der Sperre ging ein Streit des Clubs Florianerbahn mit der Gemeinde St. Florian voraus, die die notwendigen Sanierungen im Interesse der Landwirte blockiert habe. Der Widerstand der Landwirte gegen die Bahn lässt sich dadurch erklären, dass die Bahn teilweise quer durch Felder und Wiesen verläuft, was eine Bewirtschaftung erschwert. Bereits nach einigen Jahren waren größere Teile der Strecke nicht mehr befahrbar. Im August 2011 wurde von Unbekannten zwei Kilometer kupferner Fahrleitungsdraht im Wert von 20.000 Euro aus den Oberleitungsanlagen der Florianerbahn gestohlen.
Nach Einstellung des Museumsbahnbetriebs konzentrierten sich die Mitglieder des Clubs Florianerbahn auf die Instandsetzung und Instandhaltung der Straßenbahnfahrzeuge. In den Jahren 2012 bis 2014 haben sie die denkmalgeschützte Remise in St. Florian generalsaniert. Da in die Florianerbahn nie viel investiert wurde, war sie noch weitestgehend in ihrem Originalzustand erhalten, jedoch aufgrund ihres Alters sanierungsbedürftig.
Während der Bürgermeister der Gemeinde St. Florian meint, die „Florianerbahn hat für die Gemeinde einen hohen ideellen Wert, aber es gibt keinerlei Reaktivierungspläne“, sah eine im Jahr 2000 angefertigte Studie der Universität Trier ein Potential der Bahn auch als öffentliches Nahverkehrsmittel. Eine 2003 angefertigte Studie der Bautechnik Linz ging von deutlich höheren Kosten und einem deutlich geringeren Fahrgastaufkommen aus.

### Abtragung der Strecke und Errichtung eines Radwegs
Auch noch 10 Jahre nach Einstellung der Bahn waren große Teile des Abschnitts Pichling–St. Florian noch erhalten, wenngleich aufgrund des schlechten Zustand nicht mehr befahrbar. Im Jahr 2016 wollte die Gemeinde St. Florian weitere Teile der Strecke abtragen, was jedoch nach einem breiten Widerstand aufgegeben wurde.
Im August 2020 verkündete der Linzer Vizebürgermeister Markus Hein, dass die Trasse der Florianerbahn für eine Radverbindung zwischen St. Florian, Linz und Ansfelden freigemacht wird. Das startende Bauprojekt ist mit 700.000 € budgetiert. Im Herbst 2020 wurde im Linzer Stadtgebiet mit der Abtragung der Gleise und Schwellen begonnen. Mittlerweile wurde auf der Trasse der ehemaligen Florianerbahn in Linz ein Radweg von der ehemaligen Haltestelle Traundorferstraße bis zur ehemaligen Haltestelle Pichling Lokalbahn an der Kreuzung Wiener Straße/Pichlinger Straße und in St. Florian ein Radweg von Tödling nach Taunleiten eröffnet; ein Lückenschluss steht noch aus. Gleisanlagen sind nur mehr in St. Florian vorhanden.

## Fahrzeuge

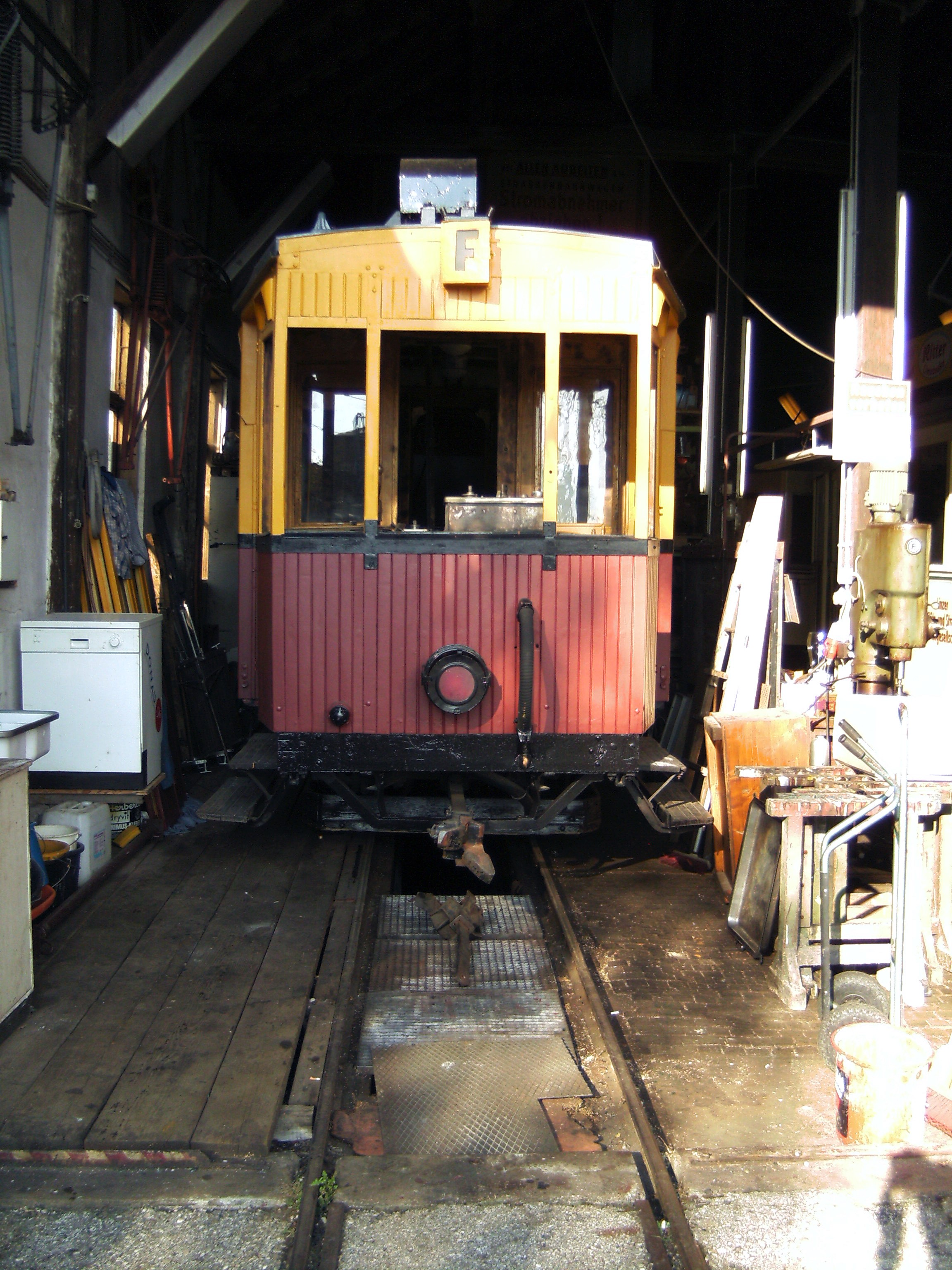
EM 1 in der Remise

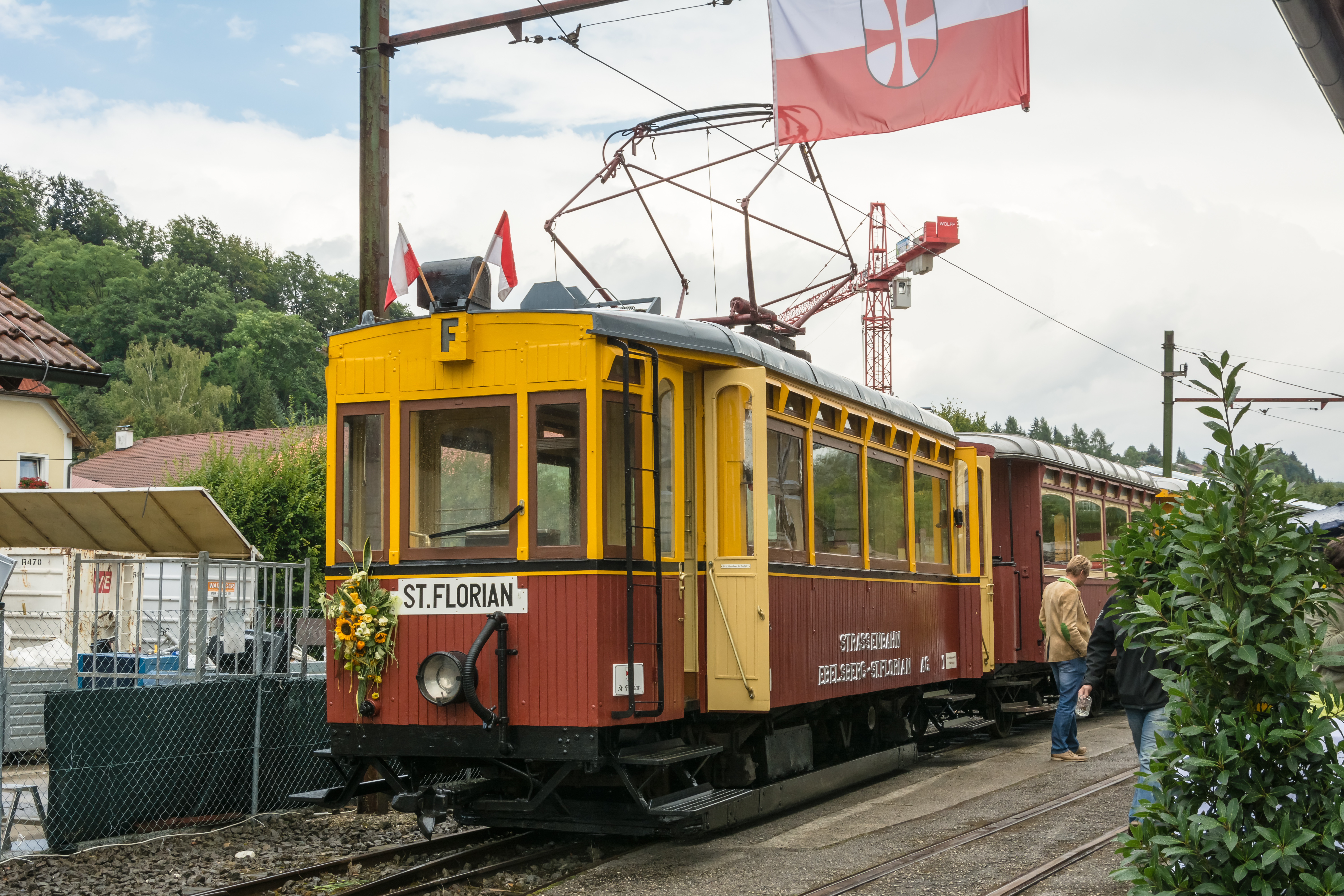
EM 1 beim Tag der offenen Tür 2013

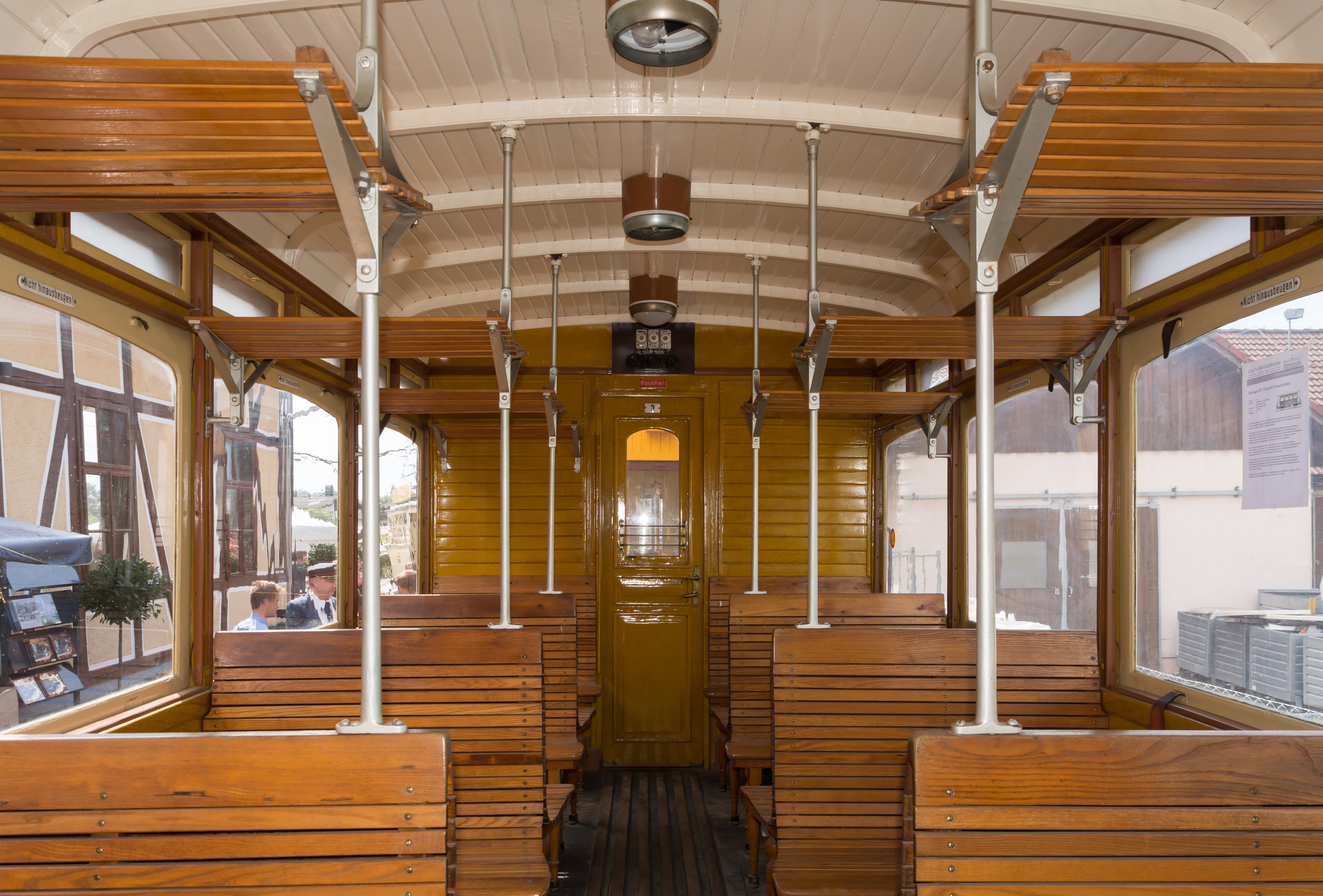
Im EP3 durfte geraucht werden

Die Strecke wurde bis zur Einstellung im Jahre 1973 mit folgenden Fahrzeugen befahren:
| Nummer     | Baujahr    | Hersteller          | Bemerkungen                                                                 |
| Triebwagen | Triebwagen | Triebwagen          | Triebwagen                                                                  |
| ---------- | ---------- | ------------------- | --------------------------------------------------------------------------- |
| EM 1       | 1912       | Grazer Waggonfabrik | 1974 ausgemustert, 1975 an die Museumsbahn abgegeben, betriebsfähig         |
| EM 2       | 1912       | Grazer Waggonfabrik | 1975 verschrottet                                                           |
| EM 3       | 1912       | Grazer Waggonfabrik | 1974 ausgemustert, 1975 an die Museumsbahn abgegeben, nicht betriebsfähig   |
| Beiwagen   |            |                     |                                                                             |
| EP 1       | 1912       | Grazer Waggonfabrik | 1974 in EB 20.222 umbenannt, Einsatz als Personenwagen auf der Attergaubahn |
| EP 2       | 1912       | Grazer Waggonfabrik | 1974 in EB 20.224 umbenannt                                                 |
| EP 3       | 1912       | Grazer Waggonfabrik | 1974 in EB 20.223 umbenannt, in St. Florian betriebsfähig erhalten          |
| EP 4       | 1913       | Grazer Waggonfabrik | bis 1951 Gep 4, 1975 an die Museumsbahn abgegeben, betriebsfähig            |
| EP 5       | 1913       | Grazer Waggonfabrik | bis 1940 Gep 5, 1975 an die Museumsbahn abgegeben                           |
| Güterwagen |            |                     |                                                                             |
| E 501      | 1912       | Grazer Waggonfabrik | 1974 verschrottet                                                           |
| E 502      | 1946       | Stabeg              | 1974 verschrottet                                                           |
| E 521      | 1912       | Grazer Waggonfabrik | 1974 verschrottet                                                           |

Die Abkürzungen haben folgende Bedeutungen:
- EM – Ebelsberg Motorwagen
- EP – Ebelsberg Personenwagen

Diese Bezeichnungen waren an den Fahrzeugen nicht angeschrieben.